# Teius
Teius är ett släkte av ödlor som ingår i familjen tejuödlor.
Arter enligt Catalogue of Life och The Reptile Databas:
- Teius oculatus
- Teius suquiensis
- Teius teyou